# Mamam Cherif Touré
Mamam Cherif Touré (13 de gener 1981 a Mango, Togo) és un exfutbolista Togolès.
Ha defensat els colors de diversos clubs entre els quals han destacat Eintracht Frankfurt, Olympique de Marsella, Hannover 96 o FC Metz. També ha estat internacional amb Togo, disputant la Copa del Món de Futbol de 2006.
El seu germà Assimiou Touré també és internacional togolès.